# Ігман (Коніц)
Ігман (серб. ФК Игман Коњиц) — професійний боснійський футбольний клуб із міста Коніц (Герцеговинсько-Неретванський кантон).

## Історія
Клуб заснований у 1920 році під назвою ФК «Прені». За часів Королівства Югославії клуб виступав на регіональному рівні та не претендував на підвищення в класі.
Після завершення Другої світової війни в новій вже соціалістичній Югославії ФК «Прені» виступав у міських або обласних лігах. У 1947 році змінює назву на «Ноно Белша/Прені», правда у 1952 році повертають стару назву. 
У 1958 році команда знову змінює ім'я цього разу на «Ігман», включно до сезону 1965/66 коли два роки клуб називався «Желєзнічар». У 1967 році команда повертає стару та сучасну назву — «Ігман». До початку 1990-х клуб виступав здебільшого на республіканському рівні.
Через війну в Боснії клуб припинив свої виступи на цей період.
З 1995 до початку 2000-х років «Ігман» виступав на нижчих рівнях. З середини нульових років команда є постійним учасником другої Боснійської ліги, де за всю історію виборола п'ять титулів, що є рекордом. З сезону 2017–18 команда з Коніца виступає в першій лізі. У сезоні 2021–22 «Ігман» здобув перемогу в лізі та підвищився до Прем'єр-ліги.
Три сезони команда з Коніца відіграла у Прем'єр-лізі, за підсумками сезону 2024–25 клуб посів 10 місце та вибув до першого дивізіону.

## Арена
Домашнім стадіоном клубу є Міський, який вміщує 5 000 глядачів.

## Кольори
| Червоні | Білі |